# Mistrzostwa nordyckie w łyżwiarstwie figurowym 2017
Mistrzostwa nordyckie w łyżwiarstwie figurowym 2017 – międzynarodowy turniej seniorów w łyżwiarstwie figurowym w sezonie 2016/2017. Został rozegrany w dniach 2–5 marca 2017 roku w islandzkim Reykjavíku.
Wśród solistów triumfował reprezentant Francji Chafik Besseghier, natomiast w rywalizacji solistek najlepsza okazała się reprezentantka Włoch Carolina Kostner.

## Wyniki

### Soliści
| Pozycja | Zawodnicy             | Punkty | SP | SP    | FS | FS     |
| ------- | --------------------- | ------ | -- | ----- | -- | ------ |
| 1       | Chafik Besseghier     | 216.13 | 1  | 73.79 | 1  | 142.34 |
| 2       | Ondrej Spiegl         | 194.25 | 2  | 66.34 | 2  | 127.91 |
| 3       | Daniel Albert Naurits | 180.02 | 3  | 63.71 | 3  | 116.31 |
| 4       | Marcus Björk          | 164.44 | 4  | 58.91 | 4  | 105.53 |
| 5       | Samuel Koppel         | 142.47 | 5  | 48.48 | 5  | 93.99  |
| 6       | Nicky Obrejkow        | 134.41 | 6  | 48.03 | 6  | 86.38  |
| 7       | Wayne Wing Yin Chung  | 94.00  | 7  | 35.18 | 7  | 58.82  |
| DNS     | Aleksandr Pietrow     |        |    |       |    |        |
| DNS     | Alexander Majorov     |        |    |       |    |        |

### Solistki
| Pozycja | Zawodnicy                | Punkty | SP | SP    | FS | FS     |
| ------- | ------------------------ | ------ | -- | ----- | -- | ------ |
| 1       | Carolina Kostner         | 204.27 | 1  | 64.85 | 1  | 139.42 |
| 2       | Jelizawieta Tuktamyszewa | 178.13 | 2  | 60.72 | 2  | 117.41 |
| 3       | Anita Östlund            | 155.23 | 4  | 54.48 | 3  | 100.75 |
| 4       | Joshi Helgesson          | 146.12 | 3  | 56.10 | 4  | 90.02  |
| 5       | Anne Line Gjersem        | 135.66 | 5  | 51.63 | 7  | 84.03  |
| 6       | Viveca Lindfors          | 133.75 | 9  | 44.04 | 5  | 89.71  |
| 7       | Isabelle Olsson          | 132.67 | 7  | 48.22 | 6  | 84.45  |
| 8       | Matilda Algotsson        | 126.87 | 8  | 45.18 | 8  | 81.69  |
| 9       | Joanna Kallela           | 116.79 | 11 | 42.62 | 10 | 74.17  |
| 10      | Hanna Kiviniemi          | 112.06 | 12 | 37.68 | 9  | 74.38  |
| 11      | Helery Hälvin            | 110.78 | 10 | 43.81 | 12 | 66.97  |
| 12      | Jenni Saarinen           | 107.28 | 6  | 48.63 | 14 | 58.65  |
| 13      | Jemima Rasmuss           | 103.67 | 13 | 36.13 | 11 | 67.54  |
| 14      | Juni Marie Benjaminsen   | 97.72  | 14 | 34.91 | 13 | 62.81  |
| 15      | Emma Louise Jensen       | 78.86  | 15 | 26.28 | 15 | 52.58  |
| 16      | Ingrid Katrina Bakke     | 74.67  | 17 | 24.38 | 16 | 50.29  |
| 17      | Malene Andersen          | 59.78  | 16 | 32.15 | 17 | 35.25  |